# Gesundheits- und Krankenpflege

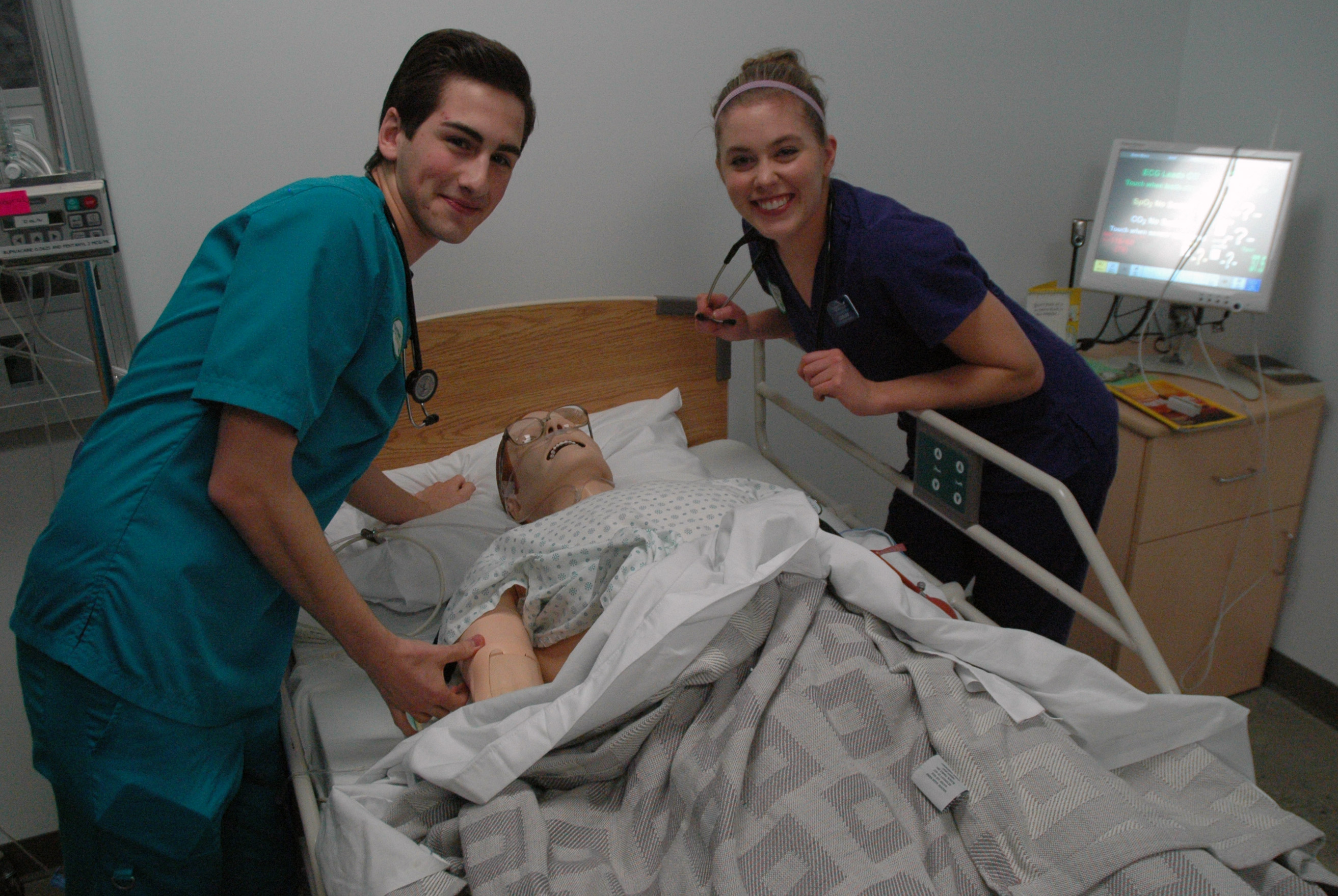
Simulierte Pflegesituation, 2012

Die Gesundheits- und Krankenpflege als Berufsfeld umfasst die Versorgung und Betreuung von Menschen aller Altersgruppen, insbesondere Kranker, Behinderter und Sterbender. Die Kinderkrankenpflege hat ihren Schwerpunkt in der Versorgung von Kindern und Jugendlichen. In beiden Fachrichtungen gehört die Verhütung von Krankheiten und Gesunderhaltung zum Aufgabengebiet der professionellen Pflege.
Krankenpflege hat zum Ziel, als mitmenschliches Handeln sowohl eine möglichst selbstbestimmte Lebensgestaltung des Kranken wiederherzustellen als auch innerhalb einer Gesellschaft die Gesundheit aller Mitglieder zu erhalten.
Während früher vor allem von Krankenpflege die Rede war, wird heute auch der Begriff Gesundheits- und Krankenpflege verwendet. Dieser Wertepriorität entsprechen die Berufsbezeichnungen Gesundheits- und Krankenpflegerin bzw. Gesundheits- und Krankenpfleger sowie Gesundheits- und Krankenpflegehelferin bzw. Gesundheits- und Krankenpflegehelfer in Deutschland und Österreich, wobei sich darüber hinaus noch andere, ähnliche Berufe diesem Tätigkeitsfeld zuordnen lassen.

## Definition des internationalen Pflegeverbandes
Der International Council of Nurses (ICN) definiert Pflege wie folgt (hier in deutscher Übersetzung):

„Pflege umfasst die eigenverantwortliche Versorgung und Betreuung, allein oder in Kooperation mit anderen Berufsangehörigen, von Menschen aller Altersgruppen, von Familien oder Lebensgemeinschaften, sowie von Gruppen und sozialen Gemeinschaften, ob krank oder gesund, in allen Lebenssituationen (Settings). Pflege schließt die Förderung der Gesundheit, Verhütung von Krankheiten und die Versorgung und Betreuung kranker, behinderter und sterbender Menschen ein. Weitere Schlüsselaufgaben der Pflege sind Wahrnehmung der Interessen und Bedürfnisse (Advocacy), Förderung einer sicheren Umgebung, Forschung, Mitwirkung in der Gestaltung der Gesundheitspolitik sowie im Management des Gesundheitswesens und in der Bildung.“

## Geschichte der Krankenpflege
Die Pflegegeschichte ist untrennbar mit Entwicklungen in anderen Fachbereichen wie solchen der Medizin, der Sozialwissenschaft und der Theologie verbunden und ist über weite Strecken ihrer Entwicklung Teil deren Geschichte, insbesondere der Geschichte der Medizin.

### Entwicklung bis zum Mittelalter
Die Rolle, die Funktion, das Selbstverständnis und das Bild der Pflege haben sich im Wandel der Zeit stark verändert. Die zunächst als Überlebensstrategie zur Existenzsicherung innerhalb des Familien- oder Stammesverbandes geleistete zwischenmenschliche Hilfe wandelte sich in eine strukturierte und teilweise organisierte gesellschaftliche Aufgabe ärztlicher Assistenz in den archaischen Hochkulturen und der Antike, während die grundständige Pflege überwiegend von der Familie erbracht wurde.
Mit dem Christentum setzte eine Neuorientierung ein, welche die Pflege bis in die Neuzeit prägte: das Ideal der tätigen Nächstenliebe, der Karitas. Diese Grundlage pflegerischen Handelns entwickelte sich im antiken Rom und verbreitete sich mit dem Christentum über ganz Europa. Im Mittelalter bildete die Karitas die Grundlage für zahlreiche Ordensgründungen, unter anderen auch die Beginen und die Orden der Barmherzigen Brüder, die sich der Kranken- und Armenpflege verschrieben.

### 18. und 19. Jahrhundert
Mit Beginn des 18. Jahrhunderts werden Forderungen nach einer Professionalisierung der Krankenpflege laut, erste von Ärzten initiierte Krankenpflegeschulen entstehen. Im 19. Jahrhundert bemüht sich Theodor Fliedner mit der Einrichtung der Diakonissenanstalt Kaiserswerth um eine Verbesserung der Ausbildung religiös motivierter Pflegekräfte. Florence Nightingale veröffentlicht die erste pflegetheoretische Schrift Notes on Nursing und reformiert mit dem Nightingaleschen System die konfessionell unabhängige Pflegeausbildung.

### 20. Jahrhundert

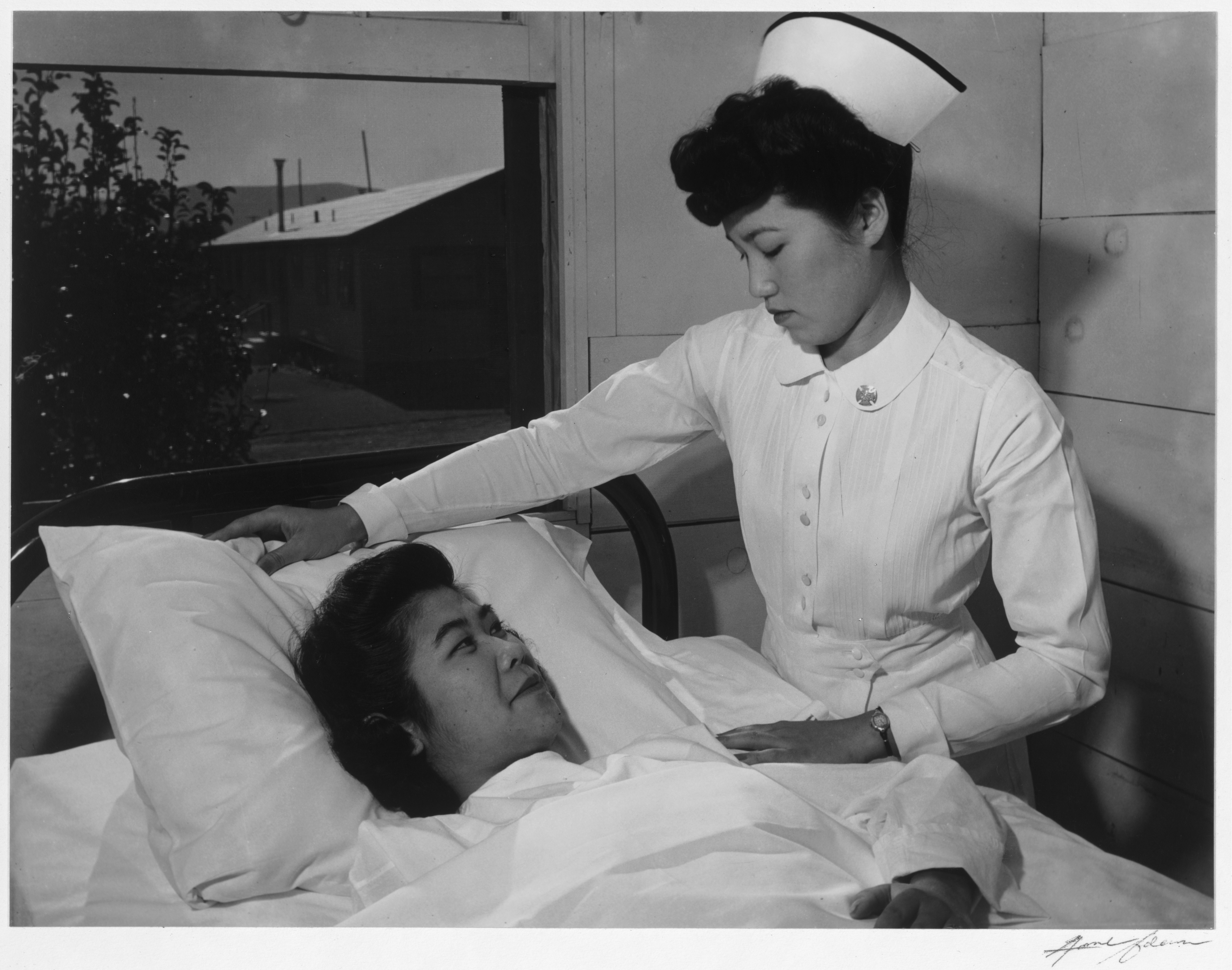
Eine japanische Krankenschwester im Manzanar War Relocation Center, Kalifornien, USA (1943)

Zu Beginn des 20. Jahrhunderts entstehen eine Reihe von Pflegeverbänden und Berufsorganisationen, darunter das International Council of Nurses und der Agnes-Karll-Verband. Erste pflegewissenschaftliche Studiengänge werden 1910 in den Vereinigten Staaten eingeführt, die Pflegeforschung beginnt sich kurz darauf zu etablieren. Die beiden Weltkriege unterbrechen die Entwicklung der Pflege in Deutschland und Österreich, die Krankenpflege im Nationalsozialismus stellt dabei eines der dunkelsten Kapitel der Pflegegeschichte dar.
Nach 1950 findet in den angloamerikanischen Ländern eine rasante pflegetheoretische Weiterentwicklung statt, die wegweisenden konzeptionellen Pflegemodelle entstehen und die Pflege emanzipiert sich als eigenständiger akademischer Beruf. Zur gleichen Zeit finden in Deutschland und Österreich Bemühungen statt, die Pflegeausbildung dem internationalen Stand anzugleichen, die dreijährige Berufsausbildung wird eingeführt und es entwickeln sich eine Reihe von Fachweiterbildungen.
„Seitdem in den 1990er Jahren in Deutschland Pflegestudiengänge eingeführt wurden, professionalisiert sich die Pflege; man bemüht sich darum, ein gemeinsames Pflegeverständnis und ein gemeinsames Profil professioneller Pflege zu entwickeln und zu etablieren. Dass eigenständige Wissensbestände durch Pflegeforschung und Expertenstandards entwickelt werden, ist ein Zeichen der Emanzipation, aber auch der eigenständigen Profilierung der Pflege.“

### Museen zur Geschichte der Krankenpflege
Im Düsseldorfer Stadtteil Kaiserswerth mit seiner traditionsreichen Diakonissenanstalt gibt es in 15 Räumen des ehemaligen Schwesternkrankenhauses Tabea ein Pflegemuseum mit einer umfangreichen Sammlung zur Geschichte der Diakonie und der Krankenpflege. Auch die Krankenhausmuseen in Bielefeld, Bremen, München und Nürnberg beachten dieses Thema.

### Pflegeforschung
Nachdem die Pflege im 19. und 20. Jahrhundert zunehmend professionalisiert und akademisch verankert worden war, entstand insbesondere gegen Ende des 20. Jahrhunderts das Bedürfnis, die Entwicklung des Berufsbildes und die Veränderung der Rolle von Pflegekräften in der Gesellschaft zu verstehen. Pflegeforschung wird überwiegend von Laien, interessierten Pflegekräften und Wissenschaftlern betrieben, die nicht über eine geschichtswissenschaftliche Ausbildung verfügen. Weltweit führend ist die angloamerikanische Pflegeforschung, die mit anderen Fachbereichen zusammenarbeitet. In Europa haben vergleichbare Forschungsprojekte begonnen. Medizingeschichte und die Geschichte der Alten- und Krankenpflege sind heute Teil der Ausbildung von Pflegefachkräften aller Bereiche und werden dort im Rahmen der Berufskunde unterrichtet.

## Aus-, Fort- und Weiterbildung

### Ausbildungsgänge in Deutschland
Die berufliche Krankenpflege wird in Deutschland nach folgenden Qualifikationsebenen unterschieden:
- Schwesternhelferin/Pflegediensthelfer, für die kein besonderer Bildungsgang vorgeschrieben ist[9]
- ein- bis zweijährige Ausbildung in der Pflegeassistenz; Berufsbezeichnung und Dauer abhängig vom jeweiligen Bundesland[10]
- dreijährige berufsschulische Ausbildung im Gesundheitsfachberuf Pflegefachfrau in der Gesundheits- und Krankenpflege oder mit Schwerpunkt Altenpflege bzw. Kinderkrankenpflege (bis 2003 auch Krankenpfleger und Krankenschwester, von 2004 bis 2019 Gesundheits- und Krankenpflegerin bzw. Gesundheits- und Kinderkrankenpfleger)
- Duales Studium Pflege bzw. berufsbegleitendes bachelorqualifizierendes Studium

Die Ausbildung in der Gesundheits- und Krankenpflege unterteilt sich zum einen in theoretischen und praktischen Unterricht und zum anderen in die praktische Ausbildung. In Deutschland findet der Unterricht in der Regel an Krankenpflegeschulen oder Berufsfachschulen statt, während die praktische Ausbildung in Teilen in Krankenhäusern, Pflegeheimen oder ambulanten Pflegediensten absolviert wird. Dort hat nach der jeweiligen Ausbildungsordnung eine Praxisanleitung stattzufinden. Diese Ausbildungsstruktur ist der dualen Ausbildung von Handwerkern recht ähnlich, stellt jedoch einen eigenen Zweig innerhalb der Berufsbildung dar.
Die berufliche Grundausbildung ist in ihrer Funktion der Lehre oder dem Studium in anderen Berufen vergleichbar, Fort- und Weiterbildung bauen darauf auf.
Die Pflegeberuf hat traditionell einen hohen Frauenanteil. Im Jahr 2020 waren 24 % derjenigen, die einen Ausbildungsvertrag zum Pflegefachmann/-frau abschlossen männlich. Die Quote betrug im Jahr 2023 27 %.

### Ausbildungen in Österreich
Die Ausbildung im gehobenen Dienst zur diplomierten Gesundheits- und Krankenpflegeperson (DGKP) war seit dem Jahr 1997 einheitlich geregelt und dauerte drei Jahre; für die Pflegehilfe ein Jahr. Bis zum Jahr 2016 wurde im Gegensatz zu anderen europäischen Ländern keine Reifeprüfung (Matura(A)/Abitur(D)) für die Ausbildung zur DGKP vorausgesetzt. Mit der Gesetzesnovelle des Gesundheits- und Krankenpflegegesetzes (GuKG) des Jahres 2016 wurden die Berufe in der Gesundheits- und Krankenpflege neu geregelt; es werden nun drei Berufsgruppen unterschieden: Aus den Diplomierten Gesundheits- und Krankenpflegepersonen (DGKP) wird der gehobene Dienst für Gesundheits- und Krankenpflege, daneben gibt es die Berufe in der Pflegefachassistenz (PFA) und Pflegeassistenz (PA). Die Ausbildung für die DGKP erfolgte bisher in Schulen für Gesundheits- und Krankenpflege, seit 2024 ausschließlich an Fachhochschulen. Die Ausbildung zur PFA erfolgt in Krankenpflegeschulen bzw. wird auch als integriertes Modell in höheren Schulen geplant. Die Ausbildung zur PA erfolgt in Schulen für Sozialbetreuungsberufe, in Schulen für Gesundheits- und Krankenpflege und in Institutionen der Gesundheits- und Krankenpflege.
Zu allen Ausbildungsvarianten gehört eine praktische und theoretische Ausbildung, die einander immer wieder abwechseln. Das hat den Vorteil, schneller theoretisches Wissen in der Praxis umsetzen sowie praktische Erfahrungen in den Unterricht einbringen zu können.
Insbesondere in der Ausbildung für den gehobenen Dienst für Gesundheits- und Krankenpflege wird darauf geachtet, ein breites Wissen aus medizinischen Grund- und Fachkenntnissen mit pflegewissenschaftlichen Erkenntnissen zu verbinden.
Nach abgeschlossener Ausbildung sind für Angehörige des gehobenen Dienstes Spezialisierungen wie z. B. Intensiv-, Anästhesie oder OP-Pflege, Pflege bei Nierenersatztherapie, Führungs- und Management sowie Lehraufgaben etc. für die gewählten Spezialbereiche in der Praxis möglich. Diese erfolgen anhand von akademischen Weiterbildungen an Fachhochschulen und Universitäten. In Österreich sind Beschäftigte in der Gesundheits- und Krankenpflege dazu verpflichtet, ihre Kenntnisse auf dem aktuellen Stand der Wissenschaft zu halten und sich mit den aktuellen Erkenntnissen vertraut zu machen. Um dies in der Praxis kontrollieren zu können, muss jeder Gesundheits- und Krankenpfleger einen Aus- und Fortbildungsnachweis führen und im Laufe von fünf Jahren mindestens 60 Ausbildungsstunden nachweisen. PFA und PA sind zu 40 Fortbildungsstunden innerhalb 5 Jahren verpflichtet. Kommt eine Gesundheits- und Krankenpflegerin dieser Pflicht nicht nach, so kann ihr vorübergehend die Führung der Berufsbezeichnung untersagt oder diese entzogen werden.
Seit dem Jahr 2017 gilt die Registrierungspflicht für alle Beschäftigten in Gesundheitsberufen, so auch für Gesundheits- und Krankenpfleger. Damit soll transparent werden, wie viel Menschen welche Qualifikationen in welchen Bereichen der Gesundheitsberufe besitzen.

### Akademische Wege in der Pflege
In allen skandinavischen Ländern führen die Ausbildungen in der Gesundheits- und Krankenpflege sowie Altenpflege zu einem akademische Beruf. In Schweden promovierte 1980 die erste Krankenschwester; im Jahr 1982 wurde die erste Krankenschwester zur Professorin berufen. Auch in vielen anderen Staaten sind eine zwölfjährige Schulzeit sowie eine akademische Ausbildung Voraussetzung für die Aufnahme des Pflegeberufs.
Während die Pflege im angelsächsischen Raum seit etwa 1920 neben der beruflichen auch eine akademische Tradition aufweisen kann, konnte sich die Pflegewissenschaft in den deutschsprachigen Ländern erst in den letzten Jahrzehnten des 20. Jahrhunderts etablieren. Inzwischen wird auch dort eine Reihe von Studiengängen oder klinisch orientierte Pflegestudiengänge an Universitäten und Fachhochschulen angeboten.
Für ein Studium der Pflegewissenschaft und Pflegepädagogik sowie des Advanced Practice Nursing und Pflegemanagements wird in der Regel eine pflegerische Basisqualifikation vorausgesetzt.
In Österreich berechtigt das Diplom zur Ablegung einer Berufsreifeprüfung und damit zum Zugang zu einem Universitätsstudium. Die Studiendauer beträgt acht Semester und wird mit dem akademischen Grad Magister der Philosophie abgeschlossen. In den Bakkalaureats- und Masterstudiengängen Gesundheits- und Pflegewissenschaft an der Medizinischen Universität Graz können nach sechs bzw. vier Semestern die akademischen Grade Bachelor of Science (B.Sc.) bzw. Master of Science (M.Sc.) erworben werden.

### Ausbildung International und Nostrifikation
In der Europäischen Union haben viele Länder in den 90er Jahren umfassende Ausbildungsreformen verwirklicht, die über EU-Standards hinausgehen. Der Bolognaprozess hat diese Entwicklungen verstärkt. Zugangsvoraussetzung für die Ausbildung ist der Sekundarstufe-II-Abschluss. Ausnahmen sind: Deutschland, Luxemburg und Österreich. Die Pflegeausbildungen finden an Fachhochschulen und Universitäten statt. Ausnahmen sind: Deutschland, Frankreich, Luxemburg und Österreich. Die Mehrheit der Qualifikationsabschlüsse der akademischen Pflegeausbildungen in den EU-Ländern führen zum Bachelor und die in den jeweiligen Ländern erworbenen Abschlüsse werden weitgehend wechselseitig anerkannt (Nostrifikation). Eine Anerkennung europäischer Abschlüsse im amerikanischen Berufssystem (Nursing board certification) ist bislang nicht realisiert.
Weltweit findet die Pflegeausbildung an Hochschulen u. a. in folgenden Ländern statt: Norwegen, Island, Kanada, den USA, Mexiko, Brasilien, Australien, Neuseeland, den Philippinen, Südkorea und Japan.
In verschiedenen Ländern gibt es mehrere Pflegeberufe, deren Ausbildung unterschiedlich geregelt ist beziehungsweise war: Altenpfleger (D), Hebamme / Entbindungspfleger, Gesundheits- und Krankenpfleger (D), Diplomierte Krankenschwester / Diplomierter Krankenpfleger (A), Krankenpflegehelfer (D), Krankenschwester / Krankenpfleger (D), Pflegefachfrau / Pflegefachmann (D, CH).

### Weiterbildung in Österreich und Deutschland
Weiterbildung in der Pflege hat das Ziel einer Zusatz-Qualifizierung, um sich beruflich weiterzuentwickeln oder um aufzusteigen. Die Weiterbildung dauert in der Regel zwei Jahre, endet im Gegensatz zu einer Fortbildung immer mit einer Prüfung (mündlich/schriftlich/praktisch) und führt zu einer neuen Berufsbezeichnung bzw. erweiterten Berufsbezeichnung.
Nach den Grundausbildungen in Krankenpflege (GuK) oder Kinderkrankenpflege (KGuK) etc. existieren als weiterführende Ausbildungsmöglichkeiten die sogenannten Fachweiterbildungen, z. B. „Geprüfte Fachkraft für Leitungsaufgaben in der Pflege“. Inzwischen gibt es für nahezu jede spezialisierte Richtung im Krankenhaus Fachweiterbildungen. Aber auch im ambulanten Bereich schreitet die Differenzierung voran. Die bekanntesten sind die für die Bereiche Kinderkrankenpflege, Onkologie, Chirurgie, Schmerztherapie, Anästhesie, Intensivpflege, Nephrologie und Psychiatrie. Exemplarisch wird die Fachweiterbildung für Psychiatrie dargestellt:
Zugangsvoraussetzungen sind die erfolgreich abgeschlossene Ausbildung zum Gesundheits- und Krankenpfleger sowie der Nachweis über zwei Jahre Berufserfahrung in einer psychiatrischen Einrichtung. Die Weiterbildung selbst dauert zwei Jahre und findet berufsbegleitend statt. In diesen zwei Jahren muss man vier Bereiche in der Psychiatrie (z. B. Aufnahmestation, Institutsambulanz, Gerontopsychiatrie und stationäre Suchtbehandlung) absolviert haben. Die Bereiche können mit der jeweiligen Weiterbildungsstätte ausgehandelt werden. Für jeden Bereich bekommt man eine spezielle Aufgabe (Praxisberichte) von Seiten der Weiterbildungsstätte zur Bearbeitung gestellt (examensrelevant). Die Weiterbildung schließt mit mündlichen, schriftlichen und praktischen Prüfungen ab. Anschließend darf man je nach landesrechtlicher Ordnung den Titel „Fachkrankenschwester/-pfleger für Psychiatrie“ führen.
Neben diesen fachbereichsbezogenen Weiterbildungen gibt es noch weitere Möglichkeiten. Wer außerhalb der praktischen Pflege im Krankenhaus mit seiner Ausbildung weiterarbeiten möchte, kann sich z. B. zur Hygienefachkraft oder zum Case Manager fortbilden.
Weiterqualifizierungsmöglichkeit sind auch die akademischen Studiengänge der Pflegewissenschaft, Pflegepädagogik und des Pflegemanagers/Pflegewirtes. Tätigkeiten in Pflegeforschungseinrichtungen, Pflegedienstleitungen oder Ausbildungseinrichtungen (z. B. Krankenpflegeschulen) setzen immer häufiger ein abgeschlossenes Studium voraus.

## Spezifische Belastungen
Die ethischen Anforderungen und die in manchen Bereichen von Mangel und Kosteneffizienz geprägte Berufswirklichkeit erzeugen für viele in diesem Beruf eine schwer auszuhaltende Spannung. Dabei gehört zu den moralischen Stressfaktoren und Belastungen unter anderem der Umgang mit Sterbenden, onkologischen und geriatrischen Patienten. Darüber hinaus werden die Arbeitsverdichtung, die begrenzte Vereinbarkeit von Beruf und Privatleben sowie die mangelhafte Anerkennung der geleisteten Arbeit von Pflegekräften als belastend empfunden. Insbesondere Pflegekräfte, welche auf Intensivstationen, im Bereich der Inneren Medizin oder im Wechselschichtsystem mit Nachtschicht tätig sind, sind von psychisch belastenden Arbeitsbedingungen betroffen. Von einem „moralischen Stress“ spricht man auch deshalb, weil Pflegende ihren Patienten ein Mindestmaß an Zeit widmen möchten und dies im Alltag als nicht realisierbar erleben.
Das Ideal des Helfers kann dazu führen, dass Pflegepersonal materielle und organisatorische Mängel durch erhöhtes Engagement auszugleichen versucht. Langfristig führt dies, zusammen mit einer oft hohen körperlichen Belastung z. B. der Wirbelsäule, nicht selten zu einer Berufsunzufriedenheit und letztlich zur Flucht aus dem Beruf. Es wird vermutet, dass nur in wenigen anderen Berufen die Verweildauer ausgebildeter Kräfte im Beruf so gering ist wie in Pflegeberufen, besonders in der Altenpflege. In Österreich wurden weibliche Pflegekräfte in das Schwerarbeitergesetz einbezogen.
Die Bezahlung in den Pflegeberufen wird im Verhältnis zur physischen und psychischen Beanspruchung oft als eher gering empfunden; durch verschiedene Zulagen wird zwar das Arbeitseinkommen aufgebessert, meist wirken sich solche Zulagen aber später beim Rentenanspruch nicht aus.
Seit Jahren gibt es eine öffentliche Diskussion, ob die tägliche Belastung der in den Pflegeberufen Tätigen dauerhaft das zumutbare Maß überschreite und unter anderem zu Burnout führe. Scheinbare oder wirkliche gravierende Pflegefehler sorgen gelegentlich als „Pflegeskandal“ für Schlagzeilen, in den meisten Fällen aber nicht für eine systematische Verbesserung der Arbeitsbedingungen für alle Mitarbeitenden. In der Tat kann übermäßig hohe Beanspruchung des Pflegepersonals erfahrungsgemäß zu Pflegefehlern führen. Ebenso kann der Verzicht auf eine (noch oder ergänzend) mögliche natürliche Nahrungsaufnahme zugunsten einer automatischen maschinellen Nahrungszufuhr wegen mangelnder Pflegekapazität die Frage nach einer menschenwürdigen Behandlung der Patienten auslösen.

## Politischer Einfluss
Obwohl der Pflegeberuf der zahlenmäßig größte Beruf in jedem Gesundheitssystem ist, hat er in keinem Land eine starke politische Stellung. Seine Einflussmöglichkeiten sind gering. Die Hauptgründe:
- Politischen Entscheidungsträgern mangelt es oft an Kompetenz und Nähe zu den Pflegenden. Daher werden deren Interessen nicht nachdrücklich genug unterstützt.
- Politiker (insbesondere Finanzpolitiker) sind oft bestrebt, ausufernde Kosten in einem (vor allem aufgrund des medizinischen Fortschritts und der demografischen Alterung) ohnehin expandierenden Gesundheitswesen zu vermeiden, und betrachten bessere Verhältnisse im Pflegebereich in erster Linie als Kostenfaktor.
- Pflegende engagieren sich zu wenig berufspolitisch in Gewerkschaften (BRD: ver.di) und Berufsverbänden (z. B. DBVA, DBfK). Der geringe Organisationsgrad der Arbeitnehmer in der Pflegebranche schwächt die Möglichkeit, Arbeitskämpfe zu organisieren.
- Private Kleinbetriebe sind nicht an Tarifvereinbarungen gebunden, wenn sie keinem Arbeitgeberverband angehören.
- Pflegekammern sind dort, wo es sie gibt, nicht als Pressure Groups konzipiert, sondern nur beratend tätig.
- Pflegende erhalten durch die Medien im Vergleich zu Ärzten deutlich weniger Aufmerksamkeit.

### Pflege und die Politik in Österreich
Seit dem Lainz-Skandal, der die Bevölkerung in Österreich aufgrund der menschenverachtenden Elemente dieses Falles bewegt hat, wurde die Pflege immer wieder zum Wahlkampfthema, so etwa nach einem Vorfall im Wiener Otto-Wagner-Spital, bei dem behauptet wurde, dass Pflegepersonal die Patienten „bestrafe“.
Weitere Fokusthemen der letzten Jahre waren das Pflegegeld und die 24-Stunden-Betreuung.
- Mit dem Pflegegeld soll der pflegebedingte Mehraufwand durch eine pauschale Geldleistung abgegolten werden.[28] Ab der Pflegestufe drei haben Betroffene einen Anspruch auf Pflegegeld.
- Die 24-Stunden-Betreuung wurde 2007 eingeführt und beschreibt die Betreuung von Pflegebedürftigen im eigenen Haushalt oder außer Haus zum Beispiel beim Arztbesuch. Der Personenbetreuer muss keine Ausbildung in der Gesundheits- und Krankenpflege abgeschlossen haben, als Qualifikation muss seit 2008 eine theoretische Ausbildung von 200 Stunden – vergleichbar einer Heimhilfe – nachgewiesen werden.[29]

Für die 24-Stunden-Betreuung gibt es in Österreich drei Modelle:
1. Der Pflegebedürftige fungiert als Arbeitgeber und stellt selbst einen Betreuer an.
2. Ein Betreuer einer gemeinnützigen Organisation (zum Beispiel Caritas wird angestellt).
3. Ein selbstständiger Betreuer mit einem Gewerbe für Personenbetreuung wird angestellt.[30]

## Digitalisierung in der Krankenpflege
Die Digitalisierung erfordert auch in der Krankenpflege die Bereitschaft, sich neue Kompetenzen anzueignen. Im Krankenhauskontext sind die Digitalisierung der Dokumentation oder robotergestützte Pflegetätigkeiten Anwendungsbeispiele. Durch die verschiedenen Digitalisierungsprozesse sollen die Qualität der Behandlung erhöht, die Effizienz gesteigert und bessere Behandlungsergebnisse erzielt werden.
Das Produktdesign von technischen Lösungen und der Innovationsgrad sind wichtige Einflussfaktoren auf die Akzeptanz durch das Pflegepersonal. In der Regel zeigt es eine hohe Bereitschaft, sich neue technische Kompetenzen anzueignen. Eine gute Kommunikation der Führungskräfte sowie gezielte Trainingskonzepte können bei einer erfolgreichen Implementierung digitaler Lösungen helfen.

## Ethik in der Krankenpflege
Grundsätzlich gelten für die Krankenpflege die Regeln der Medizinethik, insbesondere in medizinischen Einrichtungen. Daneben gibt es aber den Pflegebereich, wo die Pflegenden selbstständig handeln müssen und können. Die Überzeugung, dass es die Aufgabe jedes Einzelnen ebenso wie die der Gesellschaft sei, kranken Menschen zu helfen, ist ein zentraler Teil der Berufsethik in der Krankenpflege. Allerdings verlangt Krankenpflege nicht nur Mitgefühl und Engagement. Neben der Stärke, tiefe Krisen von Patienten mitzutragen und womöglich als erniedrigend empfundene Situationen (sowohl für Patienten als auch für Pflegende) möglichst würdig zu gestalten, bedarf es umfangreichen Fachwissens, um den Anforderungen des Berufs gerecht zu werden. Allerdings wird durch den massiven Kostendruck im Gesundheitswesen auch das Arbeitsfeld Krankenpflege erheblich von Zeit-, Personal- und Geldmangel geprägt. Der Wettbewerbsdruck im Pflegesektor verschärfte sich mit Einführung des Pflegeversicherungsgesetzes am 1. April 1995 deutlich. Ein Markt, der bisher durch freigemeinnützige Pflegedienste dominiert war, wurde nun durch private ambulante Pflegedienste deutlich ergänzt. Fast zeitgleich wurden die finanziellen Förderungen der Bundesländer stark eingeschränkt, was zur weiteren Erhöhung des Kostendrucks führte.
Vom Deutschen Pflegerat wurde im Jahr 2004 eine Rahmenberufsordnung veröffentlicht, in der die allgemeinen Grundsätze und Verhaltensregeln für professionell Pflegende in Deutschland festgeschrieben sind. Diese Rahmenberufsordnung löste die Berufsordnungen ab, die zuvor vom Deutschen Berufsverband für Pflegeberufe sowie von der Arbeitsgemeinschaft deutscher Schwesternverbände und Pflegeorganisationen herausgegeben wurden.

## Arbeitskämpfe in der Pflege
Die Arbeitsbedingungen für Arbeitnehmer, die in der Pflege arbeiten, können von Gewerkschaften und Arbeitgebern autonom in Tarifverträgen geregelt werden (z. B. Höhe der Arbeitsentgelte, Arbeitszeiten, Urlaub). Das gilt auch für kirchliche Arbeitgeber, die sich allerdings fast ausnahmslos weigern, mit den Gewerkschaften überhaupt über Tarifverträge zu verhandeln. Im Rahmen einer Tarifauseinandersetzung stellt sich für die Gewerkschaft und ihre Mitglieder die Frage, ob es opportun ist, auch Pflegekräfte zu einem Streik zur Durchsetzung der tarifpolitischen Ziele aufzurufen bzw. sich an einem solchen Streik zu beteiligen.
Nach deutschem Recht sind Streiks grundsätzlich auch in der Pflege zulässig. Es muss allerdings gewährleistet sein, dass Leib und Leben der Patienten durch die Arbeitsniederlegung nicht in Gefahr gerät. Das bedeutet, dass in der Regel ein Notdienst bereitgehalten werden muss und dass für die Gesundheit der Patienten unerlässliche Pflegehandlungen nicht unterlassen werden dürfen. Soweit das Pflegepersonal in einem Betrieb arbeitet, der dem öffentlichen Dienst angehört und der damit in den Geltungsbereich der dort geltenden Tarifverträge fällt, können Kollegen in anderen Bereichen außerhalb der Pflege, wie z. B. Busfahrer, Müllwerker oder Bademeister des öffentlichen Dienstes für sie „mitstreiken“. Die erkämpfte Lohnerhöhung gilt danach für alle Gewerkschaftsmitglieder.
In Finnland gingen Pflegekräfte im Tarifstreit um mehr Gehalt 2007 einen anderen Weg. Sie hatten kollektiv angekündigt, ihre Arbeitsverhältnisse zu einem bestimmten Stichtag zu kündigen, wenn ihre Forderungen bis dahin nicht erfüllt worden sind. Da Pflegekräfte auch in Finnland rar sind, erhoffte sich die Gewerkschaft, mit der Drohung der Massenkündigung so viel Druck auf die meist kommunalen Pflege-Arbeitgeber ausüben zu können, dass diese Zugeständnisse machen. Ihre Forderungen und auch ihre Drohung mit Massenkündigungen als Arbeitskampfmittel waren laut Umfragen in der finnischen Bevölkerung sehr populär, weil das Pflegepersonal wirklich als unterbezahlt gilt. Im November antwortete die Regierung darauf mit einem Notstandsgesetz und schließlich kam es zu einer Einigung.

## Vertrauen in die Pflegenden und Berufsprestige
| Platz | Beruf          | Vertrauen ist sehr/ziemlich hoch (%) |
| ----- | -------------- | ------------------------------------ |
| 1.    | Feuerwehrleute | 97 %                                 |
| 2.    | Pflegekräfte   | 96 %                                 |
| 3.    | Apotheker      | 87 %                                 |
| 3.    | Ärzte          | 87 %                                 |

| Platz | Beruf            |
| ----- | ---------------- |
| 1.    | Arzt             |
| 2.    | Krankenschwester |
| ...   | ...              |
| 10.   | Apotheker        |

Eine Umfrage in der Schweiz zum Vertrauen in verschiedene Berufe im Jahr 2003 führte in den Bewertungskategorien „Vertrauen sehr hoch“ bzw. „Vertrauen ziemlich hoch“ zu dem Ergebnis in Tabelle 1. Die in der Allensbacher Berufsprestige-Skala 2005 ist in Tabelle 2 dargestellt.
Die Umfrage von Reader’s Digest wurde 2006 wiederholt. Die Vertrauensrangliste (Durchschnitt Europa): 1. Feuerwehrleute 95 % sehr hohes oder ziemlich hohes Vertrauen. 2. Piloten 92 %. 3. Apotheker 89 %. 4. Krankenschwestern 86 %. 5. Ärzte 85 %.

## Pflegefehler
Pflegefehler sind schwerwiegende Ereignisse, bei denen es meist zu einer Verschlechterung der gesundheitlichen Gesamtsituation kommt. Nach der Rechtsprechung in Deutschland gelten sie als Behandlungsfehler.

## Bekannte Krankenschwestern und Krankenpfleger
- Virginia Henderson
- Liliane Juchli
- Monika Krohwinkel
- Cicely Saunders
- Florence Nightingale